# Blythe (pop)
De Blythe is een pop die oorspronkelijk in 1972 door speelgoedfabrikant Kenner op de Amerikaanse markt is geïntroduceerd. De ogen van de poppen konden van kijkrichting en kleur veranderen middels een mechanisme in het achterhoofd. Door gebrek aan belangstelling werden ze slechts gedurende een jaar verkocht.
De Amerikaanse Gina Garan maakte in 2002 een boek met veel foto's van Blythes. Het boek heet This is Blythe.
Het boek werd erg populair, en daarmee de Blythe ook. Vervolgens werden er nieuwe exemplaren, de zogeheten Neo Blythe, in licentie geproduceerd door de Japanse fabrikant Takara.